# Платонов, Степан Фёдорович
Степан Федорович Платонов (21 декабря 1844, Старобельский уезд Харьковская губерния — 7 мая 1916) — русский государственный деятель, член Государственного совета.

## Биография
Родился 21 Декабря 1844 г. в Старобельском уезде Харьковской губернии.
Образование получил в Харьковском университете, где окончил курс в 1867 г. со степенью кандидата юридических наук.
В том же году он начал службу по судебному ведомству, сначала в Харьковском уездном суде, в качестве практиканта, а затем, при открытии в Харьковском округе судебных учреждений по уставам 20 Ноября 1864 г., в Харьковском Окружном Суде, в должности судебного пристава. В этой должности Платонов оставался всего полтора месяца, и уже в начале Января 1868 г. он был назначен помощником секретаря, а через год и секретарем того же суда.
В 1870 г., имея от роду 25 лет, он назначается членом одного из Окружных Судов Закавказского края, и остается в этом крае в означенной должности до ноября 1873 г. За невозможностью в то время перевода из закавказских судебных учреждений на службу в такие же учреждения внутренних губерний, он 2 Ноября 1873 г. вышел в отставку и вскоре был назначен секретарем при прокуроре Сибирской Судебной Палаты, а в начале 1874 г. — товарищем прокурора Санкт-Петербургского Окружного Суда. Состоя в этой должности, С. Ф. имел почти исключительно обязанностью предъявление в Окружном суде заключений по гражданским делам.
В 1877 г. ему поручено было заведование местами заключения в Санкт-Петербурге и, между прочим, домом предварительного заключения, в котором происходили в это время сильные беспорядки, произведенные заключенными в нём по государственным преступлениям. В конце этого года Платонов назначен был товарищем прокурора Одесской Судебной Палаты, а через полтора года после этого товарищем обер-прокурора Гражданского Кассационнаго Департамента Сената.
В Октябре 1880 г., он отправился, в качестве старшего чиновника при Сенаторе И. И. Шамшине, на ревизию «во всех отношениях» государственного управления Саратовской и Самарской губерний для собрания материалов, необходимых при предполагавшейся тогда коренной реформ местного управления. По возвращении из этой командировки, продолжавшейся 11 месяцев, С. Ф. Платонов был переведен на службу в центральное управление Министерства Юстиции, где последовательно занимал должности старшего юрисконсульта и вице-директора Департамента. В начале 1887 г. он назначен был обер-прокурором Межевого Департамнта Сената, a в июне 1890 г. директором Департамента Министерства Юстиции. В этой должности С. Ф. пробыл три года вплоть до назначения его Сенатором, присутствующим в Уголовном Кассационном Департаменте и в Высшем Дисциплинарном Присутствии Сената.
Членом Государственнаго Совета Платонов состоял с Мая 1902 г. В реформированном Государственном совете он примкнул к группе центра. Принимал деятельное участие в работах комиссии законодательных предположений (постоянной), а также в специальных комиссиях: по реформе местного суда; о землеустройстве; об устройстве русских курортов; об
установлении сборов в пользу городов с грузов, привозимых и вывозимых по железным дорогам; о порядке пользования проточными водами в Крыму; о городских общественных банках; о праве застройки; о городовом положении для губерний Царства Польскаго, и мн. др., в том числе и так называемых согласительных. Кроме того, до 1 Января 1911 г., постоянно присутствовал в I Департаменте Государственного Совета, с 3 июля 1903 г. по 1915 г. состоял председателем Особаго по делам г. Санкт-Петербурга Присутствия. В 1915 г. состоял членом комиссий: о волостном земстве, о городовом положении для губерний Царства Польскаго и о курортах.
Кроме государственной службы, С. Ф. Платонов немало времени посвящал и науке по своей специальности, уже с 1874 г. принимая деятельное участие в юридической литературе и состоя постоянным сотрудником в «Судебном Вестнике» и «Журнале гражданского и уголовного права». Работы его обратили на себя внимание не только юристов-практиков, но и ученых. Перу его принадлежат обширные статьи о русской адвокатуре, о принудительном исполнении обязательств и об основаниях преобразования судебных учреждений в Прибалтийском крае. Платонов состоял также сотрудником «Санкт-Петербургских Ведомостей», где помещались его фельетоны, под общим заглавием: «Заметки диллетанта по судебным делам».

## Сочинения
- Речь сенатора С. Ф. Платонова по поводу проекта устава уголовного судопроизводства. [Санкт-Петербург] : тип. Спб. АО Е. Евдокимов, ценз. 1900.